# Papiro 56
O Papiro 56 ({\displaystyle {\mathfrak {P}}}56) é um antigo papiro do Novo Testamento que contém fragmentos do primeiro capítulo dos Actos dos Apóstolos (1:1.4-5.7.10-11).